# Bouafles
Bouafles ist eine französische Gemeinde mit 647 Einwohnern (Stand 1. Januar 2022) im Département Eure in der Region Normandie. Sie gehört zum Arrondissement Les Andelys und zum Kanton Les Andelys.

## Geografie
Bouafles liegt am Westrand des Vexin normand am rechten Ufer der Seine, 79 Kilometer nordwestlich von Paris, 15 Kilometer nordwestlich von Vernon und 4,4 Kilometer südwestlich des Kantons- und Arrondissementshauptorts Les Andelys, zwischen den Nachbargemeinden Tosny im Nordwesten, Vézillon im Nordosten und Courcelles-sur-Seine im Südwesten. Im Südosten der Ortschaft liegt der Wald Forêt des Andelys. Der Weiler Les Mousseaux gehört zur Gemeinde.

## Geschichte
Die Römerstraße von Paris (Lutetia) nach Rouen (Rotomagus) verlief durch Bouafles. Oberhalb des Tales der Seine wurden um 1830 Besiedelungsspuren und Münzen aus gallo-römischer Zeit (52 v. Chr. bis 486 n. Chr.) gefunden. Bei den Besiedelungsspuren handelte es sich um Tegulæ, Mühlsteine und Fundamente von Häusern. Einige Münzen konnten der Regierungszeit von Claudius Gothicus (268–270) und Konstantin (306–337) zugeordnet werden. Im Frühling 1939 wurden weitere Funde aus gallo-römischer Zeit im Wald von Andelys entdeckt, Nägel, zwei Statuetten des ägyptischen Gottes Osiris und Scherben von Keramik und Tegulæ.
1880 wurde die Seine bei Bouafles ausgebaggert, dabei wurden eine Sichel, ein Speer und zwei Franziskas aus der Merowingerzeit gefunden. Diese Wurfäxte wurden vom 5. bis 7. Jahrhundert eingesetzt. 1858 wurden im Fundament eines Hauses im Weiler Les Mousseaux zwei Sarkophage gefunden, in denen sich eine Lanze und Schnallen befanden. 1970 wurde eine merowingische Begräbnisstätte in einem modernen Steinbruch zerstört.
Bouafles war ein Lehen der in der Merowingerzeit gegründeten Abtei von Saint-Denis, die ihren Anspruch auf die Ortschaft durch die normannische Invasion verlor. Im 11. Jahrhundert war Onfroi de Vieilles († um 1050) Seigneur von Bouafles, Pont-Audemer, Beaumont-le-Roger und anderen Ortschaften. Er verschenkte Bouafles an die von ihm wiedererbaute Abtei in Les Préaux. Sie besaß Grundbesitz in Bouafles bis zur Französischen Revolution (1789–1799).

### Bevölkerungsentwicklung
- 1962: 168
- 1968: 256
- 1975: 367
- 1982: 469
- 1990: 682
- 1999: 622
- 2007: 631
- 2016: 649

## Sehenswürdigkeiten

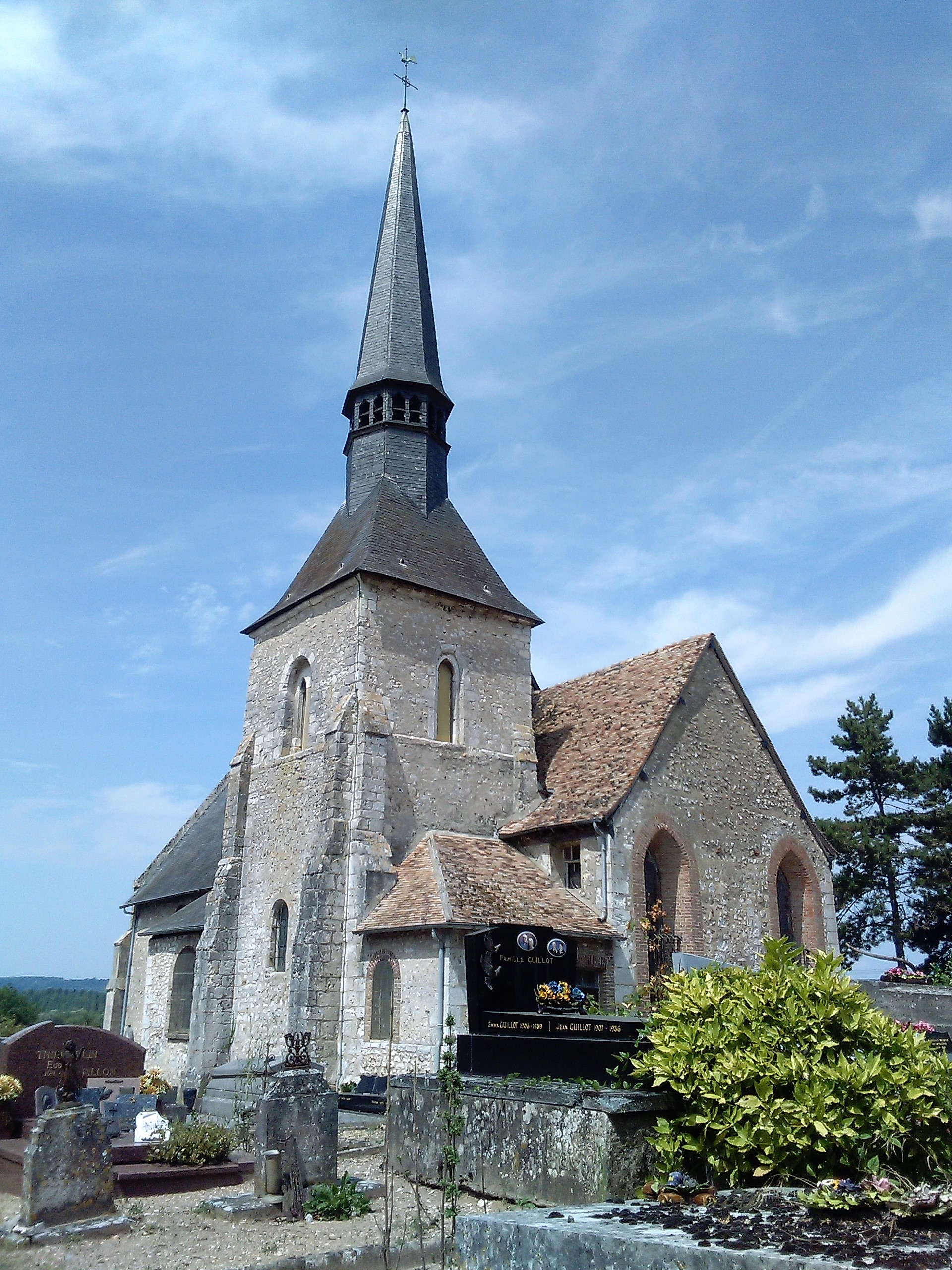
Kirche Saint-Pierre

Die Kirche Saint-Pierre stammt aus dem 11. Jahrhundert. Der Glockenturm wurde im 13. Jahrhundert hinzugefügt. 1864 wurde die Kirche umgebaut. Die Kirche unterstand der Äbtissin von Saint-Léger in Les Préaux.

## Wirtschaft
Auf dem Gemeindegebiet gelten geschützte geographische Angaben (IGP) für Schweinefleisch (Porc de Normandie), Geflügel (Volailles de Normandie) und Cidre (Cidre de Normandie und Cidre normand).